# Mishō (Ehime)
El Pueblo de Misho (御荘町 Mishō-chō?) fue un pueblo del Distrito de Minamiuwa en la Región de Nanyo (南予地方 Nanyo-chihō?) de la Prefectura de Ehime.  

## Características
Fue la localidad más austral de la Prefectura de Ehime, hacia el oeste se extiende el Mar de Uwa, y al este limita con el Pueblo de Johen. Ocupa la cuenca del Río Sozu (僧都川 Sōzu-gawa?) y la zona costera forma parte del Parque Nacional Ashizuri-Uwakai (足摺宇和海国立公園 Ashizuri-Uwakai Kokuritsu-kōen?).
La zona urbana central conformaban un núcleo urbano con la del Pueblo de Johen, donde se localizaban el Ayuntamiento, el Centro Cultural Misho (御荘文化センター Mishō Bunka-sentā?), una dependencia del Gobierno de la Prefectura, entre otras instalaciones, constituyendo el centro del Distrito de Minamiuwa.
Estaba localizada a unos 60 km al sur de la Ciudad de Uwajima. La ruta principal fue la Ruta Nacional 56.
Limitaba con los pueblos de Johen y Nishiumi, y la Villa de Uchiumi, todas del Distrito de Minamiuwa y en la actualidad parte del Pueblo de Ainan.
Desaparece el 1° de octubre de 2004, tras fusionarse junto a los pueblos de Ipponmatsu, Johen y Nishiumi, y la Villa de Uchiumi, todas del mismo Distrito, para formar el Pueblo de Ainan.